# Ауди Кабрио
Ауди Кабриолет или само Ауди Кабрио е модел на Ауди. Първата генерация се произвежда от 1991 до 2001 г. и е на базата на втората генерация Ауди Coupé (Тип 89). От 2002 г. на пазара излиза втората генерация, която е на базата на втората генерация Ауди А4. От 1997 г. насам Ауди Кабрио се произвежда в завода на Карман в Райне. Освен варианта А4 Кабрио се предлагат и по-спортните S4 Кабрио и RS4 Кабрио (от 2006 г.).